# Liste des épisodes de À la Maison-Blanche
Cet article présente la liste des épisodes de la série télévisée américaine À la Maison-Blanche (The West Wing).

## Première saison (1999-2000)
1. Les Foudres du ciel (Pilot)
2. Tout découle de tout (Post Hoc, Ergo Propter Hoc)
3. Riposte proportionnelle (A Proportional Response)
4. Cinq Voix de moins (Five Votes Down)
5. Les Fêlés et toutes ces femmes (The Crackpots and These Women)
6. Monsieur Willis de l'Ohio (Mr. Willis of Ohio)
7. Un dîner officiel (The State Dinner)
8. Ennemis (Enemies)
9. La Liste finale (The Short List)
10. Au plus haut des cieux (In Excelsis Deo)
11. Lord John Marbury (Lord John Marbury)
12. La Maladie du Président (He Shall, from Time to Time...)
13. Le Jour des poubelles (Take Out the Trash Day)
14. Observe le jour du Sabbat (Take This Sabbath Day)
15. Navigation céleste (Celestial Navigation)
16. 24 heures à L.A. (20 Hours in L.A.)
17. La Première Dame sonne la cloche (The White House Pro-Am)
18. Réparations (Six Meetings Before Lunch)
19. Laissez Bartlet être Bartlet (Let Bartlet Be Bartlet)
20. Minimum obligatoire (Mandatory Minimums)
21. Mensonges et Statistiques (Lies, Damn Lies and Statistics)
22. Une rude journée (What Kind of Day Has It Been)

## Deuxième saison (2000-2001)
1. Au commencement... : 1re partie (In the Shadow of Two Gunmen: Part I)
2. Au commencement... : 2e partie (In the Shadow of Two Gunmen: Part II)[1]
3. Le Candidat idéal (The Midterms)
4. Une Républicaine chez les Démocrates (In This White House)
5. Le Président vous parle (And It's Surely to Their Credit)
6. Le Congrès des sortants (The Lame Duck Congress)
7. Le Voyage à Portland (The Portland Trip)
8. Shibboleth (Shibboleth)
9. Galileo V (Galileo)
10. Noël (Noël)
11. Cohabitation (The Leadership Breakfast)
12. Ex-abrupto (The Drop In)
13. Le Discours annuel du Président (Bartlet's Third State of the Union)
14. La guerre est chez nous (The War at Home)
15. Ellie (Ellie)
16. Journée portes ouvertes (Somebody's Going to Emergency, Somebody's Going to Jail)
17. Obstruction parlementaire (The Stackhouse Filibuster)
18. La 17e personne (17 People)
19. Une nouvelle lune se lève (Bad Moon Rising)
20. La chute vous tuera (The Fall's Gonna Kill You)
21. Docteur Bartlet (18th and Potomac)
22. Deux cathédrales (Two Cathedrals)

## Troisième saison (2001-2002)
1. Isaac et Ismael (Isaac and Ishmael)
2. Manchester : 1re partie (Manchester: Part I)
3. Manchester : 2e partie (Manchester: Part II)[2]
4. Influences (Ways and Means)
5. L'Immunité (On the Day Before)
6. Crimes de guerre (War Crimes)
7. Le Portland ne répond plus (Gone Quiet)
8. Deux Indiens à la Maison Blanche (The Indians in the Lobby)
9. Les Femmes du Qumar (The Women of Qumar)
10. Bartlet, pour l'Amérique (Bartlet for America)
11. Le Blâme (H. Con-172)
12. 100 000 avions (100,000 Airplanes)
13. Les Deux Bartlet (The Two Bartlets)
14. Les Insomnies du Président (Night Five)
15. Échec et Mat (Hartsfield's Landing)
16. Les Vieux Poètes irlandais (Dead Irish Writers)
17. À l'antenne (The U.S. Poet Laureate)
18. Bruit de couloir (Stirred)
19. Menaces de toutes parts (Enemies Foreign and Domestic)
20. Une cassette diffamatoire (The Black Vera Wang)
21. On a tué Yamamoto (We Killed Yamamoto)
22. Assassinat politique (Posse Comitatus)

## Quatrième saison (2002-2003)
1. En rade dans l'Indiana : 1re partie (20 Hours in America: Part I)
2. En rade dans l'Indiana : 2e partie (20 Hours in America: Part II)
3. De jeunes étudiants (College Kids)
4. La Messe rouge (The Red Mass)
5. Répétition générale (Debate Camp)
6. Les jeux sont faits ! (Game On)
7. Soirée électorale (Election Night)
8. Manœuvres et Procédés (Process Stories)
9. Diplomatie suisse (Swiss Diplomacy)
10. Panne sèche (Arctic Radar)
11. Sainte nuit (Holy Night)
12. La Chèvre de M. Bartlet (Guns Not Butter)
13. La Promesse d'une génération (The Long Goodbye)
14. Investiture : 1re partie (Inauguration: Part I)
15. Investiture : 2e partie (Inauguration: Part II: Over There)
16. La 47e Circonscription (The California 47th)
17. Red Haven est en flammes (Red Haven's on Fire)
18. Corsaires (Privateers)
19. Nom de code : Angel (Angel Maintenance)
20. Équinoxe de printemps (Evidence of Things Not Seen)
21. Vie sur Mars (Life on Mars)
22. Avant le départ (Commencement)
23. Le Vingt-cinquième Amendement (Twenty Five)

## Cinquième saison (2003-2004)
1. Portée disparue (7A WF 83429)
2. Les Chiens de guerre (The Dogs of War)
3. Jefferson est vivant (Jefferson Lives)
4. Tristesse (Han)
5. Le Poids lourd du Président (Constituency of One)
6. Secours aux sinistrés (Disaster Relief)
7. Séparation des pouvoirs (Separation of Powers)
8. Bras de fer (Shutdown)
9. Illuminations (Abu el Banat)
10. Temps troubles (The Stormy Present)
11. La Grâce présidentielle (The Benign Prerogative)
12. Un jour sans fin (Slow News Day)
13. Les Guerres de Gengis Khan (The Warfare of Genghis Khan)
14. Corruption (An Khe)
15. Révélation totale (Full Disclosure)
16. Et pourtant elle tourne (Eppur Si Muove)
17. Les Suprêmes (The Supremes)
18. Les Coulisses du pouvoir (Access)
19. Sujets de discussions (Talking Points)
20. Huis clos (No Exit)
21. Gaza (Gaza)
22. Le Jour du souvenir (Memorial Day)

## Sixième saison (2004-2005)
1. Camp David (NSF Thurmont)
2. La Dernière Chance (The Birnam Wood)
3. Une réduction d'impôts contre la paix (Third-Day Story)
4. Décollage (Liftoff)
5. Le Pic de Hubbert (The Hubbert Peak)
6. La Réaction Dover (The Dover Test)
7. Le Temps des changements (A Change Is Gonna Come)
8. La Bannière étoilée (In the Room)
9. Une force de la nature (Impact Winter)
10. Le Bon Cheval (Faith Based Initiative)
11. Une campagne propre (Opposition Research)
12. 365 Jours (365 Days)
13. Le maïs roi (King Corn)
14. L'Heure du réveil (Wake Up Call)
15. Freedonia (Fredonia)
16. Sécheresse (Drought Conditions)
17. Une bonne journée (A Good Day)
18. La Palabra (La Palabra)
19. Retour à Cuba (Ninety Miles Away)
20. Politique et Religion (In God We Trust)
21. Le Désarroi des démocrates (Things Fall Apart)
22. 2162 voix (2162 Votes)

## Septième saison (2005-2006)
1. Le Tandem démocrate (The Ticket)
2. Problème d'image (The Mommy Problem)
3. Le Message de la semaine (Message Of The Week)
4. Monsieur Frost (Mr. Frost)
5. L'Aveu (Here Today)
6. Le Gala Al Smith (The Al Smith Dinner)
7. Le Grand Débat (The Debate) : épisode filmé et diffusé en direct
8. Les Indécis (Undecideds)
9. Le Mariage (The Wedding)
10. Le Duel des seconds couteaux (Running Mates)
11. La Valse des ambassadeurs (Internal Displacement)
12. Tous aux abris (Duck & Cover)
13. Chaud et Froid (The Cold)
14. Bain de foule (Two Weeks Out)
15. J-5 (Welcome to Wherever You Are)
16. Le Verdict des urnes : 1re partie (Election Day: Part 1)
17. Le Verdict des urnes : 2e partie (Election Day: Part 2)
18. Requiem (Requiem)
19. Passation des pouvoirs (Transition)
20. Dernière ovation (The Last Hurrah)
21. Fin de règne (Institutional Memory)
22. L'Avenir (Tomorrow)